# Ostrvo delfina
Ostrvo delfina je epizoda Malog rendžera (Kita Telera) obavljena u izdanju Lunov magnus stripa br. 311. Izašla je u bivšoj Jugoslaviji 30. juna 1978. godine u izdanju Dnevnika iz Novog Sada. Cela sveska je imala 130 stranica, a sama epizoda 107. Nakon glavne priče objavljen je vestren pod nazivom "Bezimeni". Zajedno sa prethodnom sveskom, LMS-310: Krstarenje, ova priča čini celokupnu epizodu. Cena je bila 10 dinara (oko 1,1 DEM).

## Originalna epizoda
Epizoda je originalno objavljena u Italiji pod nazivom L'isola delfini br. 145. u izdanju Bonneli Comics u decembru 1975. godine. Epizodu je nacrtala Lina Bufolente, a scenario napisao Dečo Kancio. Originalno, cela epizoda je raspoređena u tri sveske (#144-146), dok je u Jugoslaviji objavljena u dve sveske (LMS310-311).

## Sadržaj
Kit i Frenki istražuju deo obale ograđen bodljikavom žicom. Tamo nailaze na kolibu pretvorenu u kancelariju, sa knjigama iz zoologije. Ubrzo potom, Frenki upoznaje Kita sa Jes i Lu, parom delfina (mužjak i ženka), koji govore. Nakon toga upoznaju Rudija Bernštajna, ihtiologa sa Praškog univerziteta, koji im objašnjava da već duže vreme na ostrvu sprovodi eksperimente s delfinima, koje je uspeo da nauči da govore. Pošto su eksperimenti skupi, Bernštajn je pristao da ih sprovodi za potrebe meksičke mornarice, koja koristi delfine za izviđačke misije — oni tajno plivaju u teritorijalne vode SAD-a i prikupljaju podatke o položaju američkih brodova. Bernštajn potom vodi Kita i Frenkija do skrivene pećine u stenama, ograđene rešetkama. Tokom noći, Kit uspeva da se provuče ispod rešetki i tamo otkriva ogromnu podmornicu “Monitor” napredne tehnologije. Ulazi u nju, ali ga zarobljavaju vođa Vorik i njegova žena Amanda. Oni ostavljaju Kkita iza rešetaka u drugoj pećini, očekujući da će ga jutarnja plima udaviti. U poslednjem trenutku, delfin Jes dolazi da mu pomogne i donosi mu turpiju. Kit njome preseče rešetku i spasi se. Iscrpljen, onesvešćuje se na steni, ali ga Vorikovi ljudi ponovo nalaze i bacaju u bazen sa ajkulom. Kit ubija ajkulu turpijom i kasnije njome pogađa Vorika. Amanda tada naređuje njegovo pogubljenje, ali Frenki stiže s puškom i spašava ga. Kit i Frenki beže i pronalaze utočište kod Bernštajna, koji im daje čamac da napuste Kej Nuevu. Bernštajn ostaje na ostrvu, ali ga ubrzo pronalazi Vorik i pokušava da ga natera da otkrije položaje američkih brodova. Bernštajn odbija saradnju, zbog čega ga Amanda bičuje pred Jesom. Pod pritiskom, Jes ipak otkriva informaciju o dolasku velikog broda — Olimpije. Vorik tada odlučuje da prvi put upotrebi podmornicu “Monitor” protiv “Olimpije”. U međuvremenu, Kit i Frenki nailaze na “Olipmpiju” i obaveštavaju admirala o dešavanjima na ostrvu. Admiral odlučuje da svi zajedno krenu u obračun sa Vorikovom vojskom.

## Meksičko-američki odnosi u 19. veku
Epizoda ima veze sa američko-meksičkim odnosima, ali verovatno u periodu posle Američko-meksičkog rata (1846–1848). Tokom razgovora između Kita i admirala “Olimpije” postavlja pitanje zašto Sjedinjene Američke Države još nisu napale ostrvo, iako znaju da se na njemu odvijaju obaveštajne aktivnosti usmerene protiv Amerike. Ipak, ceo serijal o Malom rendžeru odvija u Teksasu, koji je postao američka teritorija tek 1845. godine, radnja ove epizode verovatno je smeštena nekoliko godina nakon završetka Američko-meksičkog rata.

## Pojavljivanje podmornice “Monitor” u epizodi
Iako se na prvi pogled čini da je podmornica u ovoj epizodi element naučne fantastike, prve podmornice su zaista postojale i bile korišćene mnogo ranije. Prva funkcionalna podmornica, nazvana Turtle, konstruisana je 1775. godine tokom Američke revolucije. Njen izumitelj, Dejvid Bušnel, napravio ju je s ciljem da se neprimetno približi britanskim brodovima i pričvrsti eksploziv. (Iako napad na britanski brod HMS Eagle nije uspeo, Turtle predstavlja prvi pokušaj podvodnog ratovanja.) Prva podmornica koja je uspešno uništila neprijateljski brod bila je CSS Hunley, korišćena tokom Američkog građanskog rata. Godine 1864. potopila je severnjački brod USS Housatonic kod obale Južne Karoline. Ipak, i Hunley je potonula ubrzo nakon napada, zajedno sa celom posadom.

## Mesto dešavanja
Radnja se dešava u lučkom gradu Korpus Kristi, koji je posle 1870. godine postao važna tačka za stočarske iseljenike sa ravnica južnog Teksasa. Nakon Građanskog rata, zahvaljujući rastu stočarske industrije, grad je doživeo pravi procvat. U provom izdanju ove epizode, ime ovog grada nije pomenuto.

## Prethodna i naredna sveska Kita Telera u LMS
Prethodna sveska sveska Kita Telera u LMS nosila je naslov Krstarenje (#310), a naredna Zaseda u kanjonu (#314).

## Repriza ove epizode
Epizoda je u Srbiji prvi put reprizirana u LMS-1052, koji je izašao 25. juna 2025. pod istim nazivom. Cena sveske bila je 420 dinara (3,58 €)